# Ronald Araújo
Pour les articles homonymes, voir Araújo (homonymie).
Ronald Federico Araújo da Silva, connu plus simplement comme Ronald Araújo, né le 7 mars 1999 à Rivera en Uruguay, est un footballeur international uruguayen qui évolue au poste de défenseur central au FC Barcelone.

## Biographie

### En club
Initialement formé dans le club de sa ville locale de Rivera, c'est ensuite avec le club de deuxième division du Club Atlético Rentistas qu'il s'illustre, entraînant un transfert chez le club de Primeira Division du Club Atlético Boston River,.
Il rejoint le FC Barcelone à l'été 2018, pour une somme d'environ 1,7 million d'euros, avec des bonus pouvant porter le total à 5,2 voire 7 million d'euros. Dans son contrat est prévue une clause de résiliation de 100 millions d'euros, voire 200 s'il intègre l'équipe première.
À la suite de ce transfert international, il doit attendre jusqu'au 19 octobre 2018 pour que son dossier administratif soit clos et qu'il puisse jouer avec le FC Barcelone B.
Devenu entre-temps un élément indispensable de l'équipe réserve catalane, il fait ses débuts avec l'équipe senior contre Séville en octobre 2019. Ce premier match n'est en revanche pas un succès : il est expulsé quelque minutes après son entrée en jeu à la place de Jean-Clair Todibo. Continuant à progresser et à marquer des buts avec la réserve, c'est d'ailleurs la place de ce dernier qu'il va prendre dans la hiérarchie des défenseurs centraux, poussant même la direction barcelonaise à prêter Todibo à Schalke,.
Il connait ensuite sa première titularisation en défense centrale le 13 juin 2020 contre Majorque, aux côtés de Gerard Piqué, à la reprise de la Liga à la suite de la pandémie, dans une rencontre qui se solde par une victoire 4-0 des Catalans. Il est l'auteur d'une performance solide et remarquée à cette occasion,, contenant notamment parfaitement le jeune prodige japonais Takefusa Kubo.

### En sélection
Il est le capitaine de l'équipe d'Uruguay des moins de 20 ans,. Initialement retenu par la Barça lors des convocations dans l'équipe nationale fin 2018, pour le Championnat sud-américain des moins de 20 ans, il participe tout de même à la Coupe du monde des moins de 20 ans 2019 avec son équipe.
Lors du mondial junior organisé en Pologne, il joue trois matchs. Il se met en évidence en délivrant une passe décisive lors du premier match de poule contre la Norvège, puis en marquant un but lors du huitième de finale perdu face à l'équipe d'Équateur des moins de 20 ans de football, cependant il pète sur le terrain et est expulsé avant la fin du match.
En octobre 2020, il est convoqué pour la première fois en équipe d'Uruguay pour un match face au Chili. Il débute le 13 octobre avec l'équipe A d'Uruguay.
Bien qu’il soit blessé, Araújo a été inclus dans l’équipe de l’Uruguay pour la Coupe du monde de football 2022, espérant une récupération à temps pour la phase à élimination directe. Cependant, il n’a pas joué de match, car l’Uruguay a été éliminé dès la phase de groupes.
Le 16 novembre 2023, il a marqué son premier but avec l'équipe nationale contre l'Argentine lors de la cinquième journée des qualifications pour la Coupe du Monde de la FIFA 2026 à La Bombonera à Buenos Aires,. À la 41e minute, Araújo a reçu le ballon après un centre à ras de terre de Matías Viña dans la surface de réparation et a battu le gardien argentin Emiliano Martínez d’un tir depuis le côté droit du but vers le coin inférieur gauche.

## Style de jeu
Défenseur central complet, rapide, présent dans les duels et avec un excellent jeu de tête, il possède aussi une qualité de passe notable. Fort physiquement, mais peu intelligent dans le jeu,.

## Statistiques

### En club
| Saison                | Club                  | Championnat           | Championnat | Championnat | Championnat | Coupe(s) nationale(s) | Coupe(s) nationale(s) | Coupe(s) nationale(s) | Supercoupe | Supercoupe | Supercoupe | Compétition(s) continentale(s) | Compétition(s) continentale(s) | Compétition(s) continentale(s) | Compétition(s) continentale(s) | Total | Total | Total |
| Saison                | Club                  | Division              | M.          | B.          | P.d.        | M.                    | B.                    | P.d.                  | M.         | B.         | P.d.       | Comp.                          | M.                             | B.                             | P.d.                           | M.    | B.    | P.d.  |
| 2016                  | Rentistas             | Primera B             | 3           | 1           | 0           | -                     | -                     | -                     | -          | -          | -          | -                              | -                              | -                              | -                              | 3     | 1     | 0     |
| 2017                  | Rentistas             | Primera B             | 14          | 6           | 0           | -                     | -                     | -                     | -          | -          | -          | -                              | -                              | -                              | -                              | 14    | 6     | 0     |
| Sous-total            | Sous-total            | Sous-total            | 17          | 7           | 0           | -                     | -                     | -                     | -          | -          | -          | -                              | -                              | -                              | -                              | 17    | 7     | 0     |
| 2017                  | Boston River          | Primera División      | 9           | 0           | 0           | -                     | -                     | -                     | -          | -          | -          | -                              | -                              | -                              | -                              | 9     | 0     | 0     |
| 2018                  | Boston River          | Primera División      | 17          | 0           | 0           | 1                     | 0                     | 0                     | -          | -          | -          | CS                             | 4                              | 0                              | 1                              | 22    | 0     | 1     |
| Sous-total            | Sous-total            | Sous-total            | 26          | 0           | 0           | 1                     | 0                     | 0                     | -          | -          | -          | -                              | 4                              | 0                              | 1                              | 31    | 0     | 1     |
| 2018-2019             | FC Barcelone B        | Segunda División B    | 22          | 3           | 0           | -                     | -                     | -                     | -          | -          | -          | -                              | -                              | -                              | -                              | 22    | 3     | 0     |
| 2019-2020             | FC Barcelone B        | Segunda División B    | 22          | 3           | 2           | -                     | -                     | -                     | -          | -          | -          | -                              | -                              | -                              | -                              | 22    | 3     | 2     |
| Sous-total            | Sous-total            | Sous-total            | 44          | 6           | 2           | -                     | -                     | -                     | -          | -          | -          | -                              | -                              | -                              | -                              | 44    | 6     | 2     |
| 2019-2020             | FC Barcelone          | Liga                  | 6           | 0           | 0           | -                     | -                     | -                     | -          | -          | -          | C1                             | 0                              | 0                              | 0                              | 6     | 0     | 0     |
| 2020-2021             | FC Barcelone          | Liga                  | 24          | 2           | 1           | 4                     | 0                     | 0                     | 2          | 0          | 0          | C1                             | 3                              | 0                              | 0                              | 33    | 2     | 1     |
| 2021-2022             | FC Barcelone          | Liga                  | 30          | 4           | 0           | 2                     | 0                     | 0                     | 1          | 0          | 0          | C1+C3                          | 5+5                            | 0                              | 0                              | 43    | 4     | 0     |
| 2022-2023             | FC Barcelone          | Liga                  | 22          | 0           | 2           | 4                     | 1                     | 0                     | 2          | 0          | 0          | C1+C3                          | 1+2                            | 0                              | 0                              | 31    | 1     | 2     |
| 2023-2024             | FC Barcelone          | Liga                  | 25          | 1           | 2           | 2                     | 0                     | 0                     | 2          | 0          | 0          | C1                             | 8                              | 0                              | 0                              | 37    | 1     | 2     |
| 2024-2025             | FC Barcelone          | Liga                  | 12          | 1           | 1           | 4                     | 0                     | 1                     | 1          | 0          | 0          | C1                             | 8                              | 1                              | 0                              | 25    | 2     | 2     |
| 2025-2026             | Liga                  | 1                     | 0           | 0           | 0           | 0                     | 0                     | 0                     | 0          | 0          | C1         | 0                              | 0                              | 0                              | 1                              | 0     | 0     |       |
| Sous-total            | Sous-total            | Sous-total            | 120         | 8           | 6           | 16                    | 1                     | 1                     | 8          | 0          | 0          | -                              | 32                             | 1                              | 0                              | 176   | 10    | 7     |
| Total sur la carrière | Total sur la carrière | Total sur la carrière | 207         | 21          | 8           | 17                    | 1                     | 1                     | 8          | 0          | 0          | -                              | 36                             | 1                              | 1                              | 268   | 23    | 10    |

### En sélection nationale
| Saison                | Sélection             | Phases finales        | Phases finales | Phases finales | Phases finales | Éliminatoires CDM | Éliminatoires CDM | Éliminatoires CDM | Matchs amicaux | Matchs amicaux | Matchs amicaux | Total | Total | Total |
| Saison                | Sélection             | Compétition           | M              | B              | Pd             | M                 | B                 | Pd                | M              | B              | Pd             | M     | B     | Pd    |
| --------------------- | --------------------- | --------------------- | -------------- | -------------- | -------------- | ----------------- | ----------------- | ----------------- | -------------- | -------------- | -------------- | ----- | ----- | ----- |
| 2020-2021             | Uruguay               | Copa América 2021     | 0              | 0              | 0              | 1                 | 0                 | 0                 | -              | -              | -              | 1     | 0     | 0     |
| 2021-2022             | Uruguay               | -                     | -              | -              | -              | 8                 | 0                 | 1                 | 2              | 0              | 0              | 10    | 0     | 1     |
| 2022-2023             | Uruguay               | Coupe du monde 2022   | 0              | 0              | 0              | -                 | -                 | -                 | 1              | 0              | 0              | 1     | 0     | 0     |
| 2023-2024             | Uruguay               | Copa América 2024     | 4              | 0              | 2              | 4                 | 1                 | 0                 | -              | -              | -              | 8     | 1     | 2     |
| 2024-2025             | Uruguay               | -                     | -              | -              | -              | 2                 | 0                 | 0                 | -              | -              | -              | 2     | 0     | 0     |
| Total sur la carrière | Total sur la carrière | Total sur la carrière | 4              | 0              | 2              | 15                | 1                 | 1                 | 3              | 0              | 0              | 22    | 1     | 3     |

### En sélection
Le tableau suivant liste les rencontres de l'équipe d’Uruguay dans lesquelles Ronald Araújo a été sélectionné depuis le 13 octobre 2020 jusqu'à présent.

## Palmarès

### En club
| FC Barcelone (6) : |
| --- |
| - Championnat d'Espagne (2) : - Champion : 2023, 2025 - Coupe d'Espagne (2) : - Vainqueur : 2021, 2025 - Supercoupe d'Espagne (2) : - Vainqueur : 2023, 2025 - Finaliste : 2021 |

### Distinctions individuelles
| Distinction                          | Année |
| ------------------------------------ | ----- |
| Membre de l'équipe type du Onze d'or | 2023  |